# Lutrje
Lutrje je naselje u slovenskoj Općini Šentjuru. Lutrje se nalazi u pokrajini Štajerskoj i statističkoj regiji Savinjskoj. 

## Stanovništvo
Prema popisu stanovništva iz 2002. godine naselje je imalo 180 stanovnika.